# Gonomyia (Leiponeura) leonura
Gonomyia (Leiponeura) leonura is een tweevleugelige uit de familie steltmuggen (Limoniidae). De soort komt voor in het Neotropisch gebied.